# Csók István (színművész)
Csók István (Szamosangyalos, 1912. január 14. – Budapest, 1973. december 14.) magyar színész, Csók István festőművész unokaöccse.

## Élete
Csók Károly tanító és Erdélyi Julianna fia. 1932-ben végzett az Országos Színészegyesület színiiskolájában. 1932–33-ban Debrecenben, 1933 és 1935 között a Vígszínházban, majd 1935 októberében a Kamara Színházban játszott. 1936-tól vidéken gazdálkodott. 1950–51-ben az Ifjúsági Színház, 1952-től a Magyar Néphadsereg Színháza, 1956-tól a József Attila Színház tagja volt. 1972-ben még színpadra lépett. Főként epizódszerepeket alakított.
Házastársa Balogh Julianna volt, akivel 1935. július 20-án Porcsalmán kötött házasságot.

## Főbb színházi szerepei
- Richard (Eugene O’Neill: Ifjúság)
- Pál (Vaszary Gábor: Monpti)
- Közül Kobak (Franz von Schönthan: A szabin nők elrablása)
- Jóska (Földes Mihály: Honvágy)

## Filmjei
| - Az iglói diákok (1935) - Gyarmat a föld alatt (1951) - Semmelweis (1952) – Báthory tanársegéd - A harag napja (1953) - Különös ismertetőjel (1955) - Utazás Jakabbal (1972) - A törökfejes kopja (1973) - Idegen arcok (1973) - A vörös hegyek gazdája: Iljasev (magyar változat, 1973) - Koma kalandjai (1971): Erdőőr – Dmitrij Orlovszkij (magyar változat, 1971) | - 1919 május (1959) – Kvassay - A csodakalap (1959) – Tanító - Egy ablak világít (1959) – Szabó bácsi - Menyasszonytánc (1959) – Baragsó János - Veréb utcai csata (1959) - Zsuzsi (1960) – Cigányprímás - A helység kalapácsa (1963) – Cigány - A hírlapíró és a halál (1963) - Pirostövű nád (1965) - Az utolsó ítélet (1970) - Élő Klára (1970) - Só Mihály kalandjai (1970) - Hölgyválasz (1971; Zenés TV színház) - Rózsa Sándor (1971; tv-sorozat) - A fekete város (1972) - Burok (1972) - Az 1001. kilométer (1973) - A palacsintás király (1973) - Feje fölött holló (1973) - Irgalom (1973; tv-sorozat) |